# Oleg Sakirkin
Oleg Sakirkin (ur. 23 stycznia 1966 w Szymkencie, zm. 18 marca 2015 tamże) – kazachski lekkoatleta, trójskoczek, do 1991 startujący w barwach ZSRR.

## Osiągnięcia
- brązowy medal mistrzostw świata (Rzym 1987)
- złoto halowych mistrzostw Europy (Budapeszt 1988)
- 1. miejsce podczas Pucharu Europy (Gateshead 1989)
- srebrny medal Uniwersjady (Duisburg 1989)
- srebro halowych mistrzostw Europy (Glasgow 1990)
- srebrny medal Uniwersjady (Buffalo 1993)
- srebro Igrzysk Dobrej Woli (Petersburg 1993)
- srebrny medal mistrzostw Azji (Manila 1993)
- 2. miejsce w Finale Grand Prix IAAF (Paryż 1994)
- 3. lokata podczas Pucharu Świata (Londyn 1994)
- złoto igrzysk azjatyckich (Hiroszima 1994)
- 17 rekordów Kazachstanu, Sakirkin jest także aktualnym rekordzistą Azji w trójskoku w hali

W 2000 reprezentował Kazachstan podczas igrzysk olimpijskich w Sydney, 28. lokata w eliminacjach nie dała mu awansu do finału. Po 2000 Sakirkin nie odnosił już sukcesów na arenie międzynarodowej, jednak sięgał jeszcze po medale mistrzostw kraju.

## Rekordy życiowe
- trójskok – 17,58 m (1989)
- trójskok (hala) – 17,36 m (1990)